# Danh sách dực long
Dưới đây là danh sách toàn bộ các chi dực long đã biết thuộc bộ Pterosauria, bao gồm cả những chi mà bây giờ không được xem là dực long, hoặc đang trong vòng nghi ngờ (nomen dubium), hoặc chưa được công bố chính thức (nomen nudum), cũng như những tên gọi khác của chúng. Danh sách này hiện có 205 chi.

## Phạm vi và thuật ngữ
Hiện không có danh sách chính thức nào về các chi dực long. Danh sách đầy đủ nhất hiện nay là phần Pterosauria của Mikko Haaramo's Phylogeny Archive, the Genus Index at Mike Hanson's The Pterosauria, supplemented by the Pterosaur Species List, và in the fourth supplement of Donald F. Glut's Dinosaurs: The Encyclopedia series.
Các thuật ngữ kỹ thuật được sử dụng tại đây gồm:
- Đồng nghĩa thứ: là một tên mô tả một đơn vị phân loại giống như một tên đã được công bố trước đó. Nếu hai hay nhiều chi đã được phân loại chính thức và được đặt tên nhưng sau này lại gộp thành một chi, thì tên đầu tiên được công bố là đồng nghĩa sơ, tất cả các trường hợp khác là đồng nghĩa thứ. Chỉ trong những trường hợp đặc biệt (xem Tyrannosaurus), đồng nghĩa thứ mới được sử dụng, tất cả các trường hợp khác, đồng nghĩa sơ chiếm vị trí ưu tiên, kể cả khi bị phản đối. Thường thì đồng nghĩa thứ mang tính cách cá nhân, trừ trường hợp 2 đồng nghĩa thứ cùng mô tả một chi.
- Nomen nudum (tiếng Latinh có nghĩa "tên chưa có căn cứ"): là một tên đã xuất hiện trong in ấn nhưng vẫn chưa được công bố chính thức bởi các tiêu chuẩn của ICZN. Nomina nuda (số nhiều của nomen nudum) chưa được xem là hợp lệ, và do đó không được in nghiêng trong danh sách này như những tên chính thức. Nếu sau đó nó được công bố hợp lệ, không còn là nomen nudum, thì nó sẽ được in nghiêng. Thường thì tên chính thức sẽ không giống với bất kì nomina nuda nào.
- Tên tiền hữu: là một tên được chính thức công bố, nhưng sau đó phát hiện ra (hoặc lầm rằng đã phát hiện ra) nó đã được sử dụng cho một đơn vị phân loại khác. Lần sử dụng thứ hai này là không hợp lệ (cũng như tất cả các lần tiếp theo) và tên của nó phải được thay thế bằng một tên khác (tên thay thế). Nếu như lầm, tên thay thế này thành tên thay thế không cần thiết, và tên tiền hữu được sử dụng. Còn nếu không thì tên thay thế được sử dụng.
- Nomen dubium (tiếng Latinh có nghĩa "tên đáng nghi"): là một tên mô tả một đơn vị phân loại từ một hóa thạch không có đặc điểm nào nổi trội cả. Những tên này thường mang tính chủ quan của người đặt và bị tranh cãi rất nhiều

## Danh sách

### Các chi
| Chi                  | Người đặt tên                        | Năm      | Tình trạng              | Kỉ                         | Vị trí                                | Ghi chú |
| -------------------- | ------------------------------------ | -------- | ----------------------- | -------------------------- | ------------------------------------- | --- |
| Aerodactylus         | Vidovic và Martill                   | 2014     | hợp lệ                  | Jura muộn                  | Châu Âu                               | |
| Aerotitan            | Novas và cộng sự.                    | 2012     | hợp lệ.                 | Creta muộn                 | Nam Mĩ                                | |
| Aetodactylus         | Myers                                | 2010     | hợp lệ.                 | Creta muộn                 | Bắc Mĩ                                | |
| Aidachar             | Nesov                                | 1981     | Misidentification.      | N/A                        | N/A                                   | Actually a teleost fish whose remains were originally mistaken for jaw fragments of a ctenochasmatid. The mistake was corrected in 1986.                          |
| Alamodactylus        | Andres Myers                         | 2013     | hợp lệ.                 | Creta muộn                 | Bắc Mĩ                                | |
| Alanqa               | Ibrahim và cộng sự.                  | 2010     | hợp lệ                  | Creta muộn                 | Châu Phi                              | |
| Amblydectes          | Hooley                               | 1914     | Nomen dubium.           | Creta sớm                  | Châu Âu                               | |
| Angustinaripterus    | He Xinlu và cộng sự.                 | 1983     | hợp lệ.                 | Jura giữa                  | châu Á                                | Known from a single skull recovered from the Dashanpu Formation. Its Dorygnathus-like teeth suggest it had a piscivorous diet.                                    |
| Anhanguera           | Campos Kellner                       | 1985     | hợp lệ.                 | Creta sớm                  | Nam Mĩ                                | A piscivorous ornithocheirid from the Santana Formation. A study of its anatomy helped resolve controversy regarding pterodacyloids' posture while on the ground. |
| Anurognathus         | Döderlein                            | 1923     | hợp lệ.                 | Jura muộn.                 | Châu Âu.                              | A tiny (50 cm wingspan) insectivore known only from two skeletons recovered from the Solnhofen Formation.                                                         |
| Apatomerus           | Williston                            | 1903     | Misidentification.      | Creta sớm                  | Bắc Mĩ                                | Probably a misidentified plesiosaur. |
| Arambourgiania       | Nesov Kanznyshkina Cherepanov        | 1987     | hợp lệ.                 | Creta muộn                 | châu Á                                | |
| Aralazhdarcho        | Averianov                            | 2007     | hợp lệ.                 | Creta muộn                 | châu Á                                | |
| Araripedactylus      | Wellnhofer                           | 1977     | hợp lệ.                 | Creta sớm                  | Nam Mĩ                                | |
| Araripesaurus        | Price                                | 1971     | hợp lệ.                 | Creta sớm                  | Nam Mĩ                                | |
| Archaeoistiodactylus | Lü Fucha                             | 2011     | hợp lệ.                 | Jura giữa                  | châu Á                                | |
| Ardeadactylus        | Bennett                              | 2013     | hợp lệ.                 | Jura muộn                  | Châu Âu                               | |
| Arthurdactylus       | Frey Martill                         | 1994     | hợp lệ.                 | Creta sớm                  | Nam Mĩ                                | |
| Aurorazhdarcho       | Frey Meyer Tischlinger               | 2011     | hợp lệ.                 | Jura muộn.                 | Châu Âu.                              | |
| Aussiedraco          | Kellner Rodrigues Costa              | 2011     | hợp lệ.                 | Creta sớm                  | Australia                             | |
| Austriadactylus      | Dalla Vecchia Wild Reitner           | 2002     | hợp lệ.                 | Trias muộn                 | Châu Âu                               | |
| Avgodectes           | Peters                               | 2004     | đồng nghĩa thứ.         | N/A                        | N/A                                   | Probable đồng nghĩa thứ củaHaopterus. |
| Azhdarcho            | Nesov                                | 1984     | hợp lệ.                 | Creta muộn                 | châu Á                                | |
| Bakonydraco          | Weishampel Jianu                     | 2005     | hợp lệ.                 | Creta muộn                 | Châu Âu                               | |
| Banguela             | Headden Campos                       | In press | hợp lệ.                 | Creta sớm                  | Nam Mĩ                                | |
| Barbosania           | Elgin Frey                           | 2011     | hợp lệ.                 | Creta muộn                 | Nam Mĩ                                | |
| Batrachognathus      | Rjabinin                             | 1948     | hợp lệ.                 | Jura muộn.                 | châu Á.                               | |
| Beipiaopterus        | J.-C. Lü                             | 2003     | hợp lệ.                 | Creta sớm                  | châu Á                                | |
| Belonochasma         | Broili                               | 1939     | Misidentification.      | N/A                        | N/A                                   | A non-pterosaurian gnathostome. |
| Bellubrunnus         | Hone và cộng sự.                     | 2012     | hợp lệ.                 | Jura muộn                  | Châu Âu                               | |
| Bennettazhia         | Nesov                                | 1991     | hợp lệ.                 | Creta sớm                  | Bắc Mĩ                                | |
| Bogolubovia          | Nesov A. A. Yarkov                   | 1989     | hợp lệ.                 | Creta muộn                 | châu Á                                | |
| Boreopterus          | Lü Qiang                             | 2005     | hợp lệ.                 | Creta sớm                  | châu Á                                | |
| Brachytrachelus      | Giebel                               | 1852     | Tên tiền hữu.           | N/A                        | N/A                                   | tên tiền hữu; hiện tại là Scaphognathus |
| Brasileodactylus     | Kellner                              | 1984     | hợp lệ.                 | Creta sớm                  | Nam Mĩ                                | |
| Cacibupteryx         | Gasparini Fernández de la Fuente     | 2004     | hợp lệ.                 | Jura muộn                  | Cuba                                  | |
| Caiuajara            | Manzig và cộng sự.                   | 2014     | hợp lệ.                 | Creta muộn                 | Nam Mĩ                                | |
| Camposipterus        | Rodrigues Kellner                    | 2013     | hợp lệ.                 | Creta sớm                  | Châu Âu                               | |
| "Campylognathus"     | Plieninger                           | 1894     | Tên tiền hữu.           | N/A                        | N/A                                   | tên tiền hữu; hiện tại là Campylognathoides |
| Campylognathoides    | Strand                               | 1928     | hợp lệ.                 | Jura sớm                   | Châu Âu.                              | |
| Carniadactylus       | Dalla Vecchia                        | 2009     | hợp lệ.                 | Trias muộn                 | Châu Âu                               | Formerly Eudimorphodon rosenfeldi. |
| Cathayopterus        | Wang Zhonghe                         | 2006     | hợp lệ.                 | Creta sớm                  | châu Á                                | |
| Caulkicephalus       | Steel Martill và cộng sự.            | 2005     | hợp lệ.                 | Creta sớm                  | Châu Âu                               | |
| Caupedactylus        | Kellner                              | 2013     | hợp lệ.                 | Creta sớm                  | Nam Mĩ                                | |
| Caviramus            | Fröbisch                             | 2006     | hợp lệ.                 | Trias muộn                 | Châu Âu                               | |
| Cearadactylus        | Leonardi Borgomanero                 | 1985     | hợp lệ.                 | Creta sớm                  | Nam Mĩ                                | |
| Changchengopterus    | Lü                                   | 2009     | hợp lệ.                 | Jura muộn                  | châu Á                                | |
| Chaoyangopterus      | Wang Zhou                            | 2003     | hợp lệ.                 | Creta sớm                  | châu Á                                | |
| Cimoliopterus        | Rodrigues Kellner                    | 2013     | hợp lệ.                 | Creta muộn                 | Châu Âu                               | |
| Cimoliornis          | Owen                                 | 1846     | Nomen nudum.            | N/A                        | N/A                                   | |
| Coloborhynchus       | Owen                                 | 1874     | hợp lệ.                 | Creta sớm                  | Châu Âu Bắc Mĩ Nam Mĩ                 | |
| Comodactylus         | Galton                               | 1981     | hợp lệ.                 | Jura muộn                  | Bắc Mĩ                                | |
| Cretornis            | Fritsch                              | 1880     | Nomen dubium.           | Creta muộn                 | Châu Âu                               | |
| Criorhynchus         | Owen                                 | 1874     | đồng nghĩa thứ.         | N/A                        | N/A                                   | đồng nghĩa thứ của Ornithocheirus. |
| Ctenochasma          | von Meyer                            | 1852     | hợp lệ.                 | Jura muộn.                 | Châu Âu.                              | |
| Cuspicephalus        | Martill Etches                       | 2013     | hợp lệ.                 | Jura muộn                  | Châu Âu                               | |
| Cycnorhamphus        | Seeley                               | 1870     | hợp lệ.                 | Jura muộn.                 | Châu Âu.                              | |
| "Daitingopterus"     | Maisch Matzke Ge Sun                 | 2004     | Nomen nudum.            | Jura muộn                  | Châu Âu                               | |
| Darwinopterus        | Lü Unwin và cộng sự.                 | 2009     | hợp lệ.                 | Jura giữa                  | châu Á                                | Intermediate form between rhamphorhynchoids và pterodactyloids.                                                                                                   |
| Dawndraco            | Kellner                              | 2010     | hợp lệ.                 | Creta muộn                 | Bắc Mĩ                                | |
| Dendrorhynchoides    | S.-A. Ji Q. Ji Padian                | 1999     | hợp lệ.                 | Jura muộn hoặc Creta sớm   | châu Á                                | |
| "Dendrorhynchus"     | S.-A. Ji Q. Ji                       | 1998     | Tên tiền hữu.           | N/A                        | N/A                                   | tên tiền hữu; hiện tại là Dendrorhynchoides. |
| Dermodactylus        | Marsh                                | 1881     | hợp lệ.                 | Jura muộn                  | Bắc Mĩ                                | |
| Dimorphodon          | Owen                                 | 1859     | hợp lệ.                 | Jura sớm                   | Châu Âu.                              | |
| Diopecephalus        | Seeley                               | 1871     | đồng nghĩa thứ.         | N/A                        | N/A                                   | đồng nghĩa thứ của Pterodactylus. |
| Domeykodactylus      | Martill Frey và cộng sự.             | 2000     | hợp lệ.                 | Creta sớm                  | Nam Mĩ                                | |
| Doratorhynchus       | Seeley                               | 1875     | Nomen vanum             | Jura muộn hoặc Creta sớm   | Châu Âu                               | |
| Dorygnathus          | Wagner                               | 1860     | hợp lệ.                 | Jura sớm                   | Châu Âu.                              | |
| Dsungaripterus       | Young                                | 1964     | hợp lệ.                 | Jura muộn-Creta sớm        | Châu Phi. châu Á.                     | |
| Elanodactylus        | Andres Ji, Q.                        | 2008     | hợp lệ.                 | Creta sớm                  | châu Á                                | |
| Eoazhdarcho          | Lü Qiang                             | 2005     | hợp lệ.                 | Creta sớm                  | châu Á                                | |
| Eopteranodon         | Lü, J.C. Zhang                       | 2005     | hợp lệ.                 | Creta sớm                  | châu Á                                | |
| Eosipterus           | Ji Ji                                | 1997     | hợp lệ.                 | Creta sớm                  | châu Á                                | |
| Eudimorphodon        | Zambelli                             | 1973     | hợp lệ.                 | Trias muộn                 | Châu Âu.                              | |
| Châu Âujara          | Vullo và cộng sự.                    | 2012     | hợp lệ.                 | Creta sớm                  | Châu Âu                               | |
| Eurazhdarcho         | Vremir và cộng sự.                   | 2013     | hợp lệ.                 | Creta muộn                 | Châu Âu                               | |
| Eurolimnornis        | Kessler Jurcsák                      | 1986     | hợp lệ.                 | Creta sớm                  | Châu Âu                               | Originally described as a bird, subsequently reinterpreted as a pterosaur.                                                                                        |
| Faxinalipterus       | Bonaparte, và cộng sự.               | 2010     | hợp lệ.                 | Trias muộn                 |                                       | |
| Feilongus            | Wang, Kellner, và cộng sự.           | 2005     | hợp lệ.                 | Creta sớm                  | châu Á                                | |
| Fenghuangopterus     | Lü Fucha Chen                        | 2010     | hợp lệ.                 | Jura giữa                  | châu Á                                | |
| Gallodactylus        | Fabre                                | 1974     | đồng nghĩa thứ.         | N/A                        | N/A                                   | đồng nghĩa thứ của Cycnorhamphus. |
| Geosternbergia       | Miller                               | 1978     | đồng nghĩa thứ.         | N/A                        | N/A                                   | đồng nghĩa thứ của Pteranodon. |
| Gegepterus           | X. Wang Kellner và cộng sự.          | 2007     | hợp lệ.                 | Creta sớm                  | châu Á                                | |
| Germanodactylus      | Yang                                 | 1964     | hợp lệ.                 | Jura muộn.                 | Châu Âu.                              | |
| Gladocephaloideus    | Lü Ji Wei Liu                        | 2011     | hợp lệ.                 | Creta sớm                  | châu Á                                | |
| Gnathosaurus         | von Meyer                            | 1833     | hợp lệ.                 | Jura muộn                  | Châu Âu                               | |
| Guidraco             | Wang và cộng sự.                     | 2012     | hợp lệ.                 | Creta sớm                  | châu Á                                | |
| Gwawinapterus        | Arbour Philip J. Currie              | 2011     | Misidentification.      | Creta muộn                 | Bắc Mĩ                                | Initially thought to be an istiodactylid pterosaur, but subsequently reinterpreted as an indeterminate saurodontid fish.                                          |
| Hamipterus           | Wang và cộng sự.                     | 2014     | hợp lệ.                 | Creta sớm                  | châu Á                                | |
| Haopterus            | Wang X. Lü J.                        | 2001     | hợp lệ.                 | Creta sớm                  | châu Á                                | |
| Harpactognathus      | Carpenter Unwin và cộng sự.          | 2003     | hợp lệ.                 | Jura muộn                  | Bắc Mĩ                                | |
| Hatzegopteryx        | Buffetaut Grigorescu Csiki           | 2002     | hợp lệ.                 | Creta muộn                 | Châu Âu                               | |
| Herbstosaurus        | Casamiquela                          | 1974     | hợp lệ.                 | Jura muộn                  | Nam Mĩ                                | |
| Hongshanopterus      | X. Wang Campos và cộng sự.           | 2008     | hợp lệ.                 | Creta sớm                  | châu Á                                | |
| Huanhepterus         | Dong                                 | 1982     | hợp lệ.                 | Jura muộn                  | châu Á                                | |
| Huaxiapterus         | J. Lü C. Yuan                        | 2005     | hợp lệ.                 | Creta sớm                  | châu Á                                | |
| Ikrandraco           | Wang và cộng sự.                     | 2014     | hợp lệ.                 | Creta sớm                  | châu Á                                | |
| Ingridia             | Unwin Martill                        | 2007     | đồng nghĩa thứ.         | N/A                        | N/A                                   | Objective đồng nghĩa thứ của Tupandactylus. |
| Istiodactylus        | Howse Milner Martill                 | 2001     | hợp lệ.                 | Creta sớm                  | Châu Âu                               | |
| Limnornis            | Kessler Jurcsák                      | 1984     | Tên tiền hữu.           | Creta sớm                  | Châu Âu                               | Originally described as a bird; fossils later đổi tên Palaeolimnornis.                                                                                            |
| Jeholopterus         | X. Wang Z. Zhou                      | 2002     | hợp lệ.                 | Jura giữa or Creta sớm     | châu Á                                | |
| Jianchangnathus      | Cheng Wang Jiang Kellner             | 2012     | hợp lệ.                 | Jura giữa                  | châu Á                                | |
| Jianchangopterus     | Lü Bo                                | 2011     | hợp lệ.                 | Jura giữa                  | châu Á                                | |
| Jidapterus           | Dong Sun Wu                          | 2003     | hợp lệ.                 | Creta sớm                  | châu Á                                | |
| Kepodactylus         | Harris Carpenter                     | 1996     | hợp lệ.                 | Jura muộn                  | Bắc Mĩ                                | |
| Kunpengopterus       | X. Wang Kellner và cộng sự.          | 2010     | hợp lệ.                 | Jura giữa                  | châu Á                                | |
| Kryptodrakon         | Andres Clark Xu                      | 2014     | hợp lệ.                 | Jura giữa and/or Jura muộn | châu Á                                | |
| Lacusovagus          | Witton                               | 2008     | hợp lệ.                 | Creta sớm                  | Nam Mĩ                                | |
| Laopteryx            | Marsh                                | 1881     | hợp lệ.                 | Jura muộn                  | Bắc Mĩ                                | |
| Liaoningopterus      | X.-L. Wang Z.-H. Zhou                | 2003     | hợp lệ.                 | Creta sớm                  | châu Á                                | |
| Liaoxipterus         | Z. Dong J. Lü                        | 2005     | hợp lệ.                 | Creta sớm                  | châu Á                                | |
| "Lithosteornis"      | Gervais                              | 1844     | Nomen nudum.            | N/A                        | N/A                                   | Nomen nudum. |
| Lonchodectes         | Hooley                               | 1914     | hợp lệ.                 | Creta sớm to Creta muộn    | Châu Âu                               | |
| Lonchodraco          | Rodrigues Kellner                    | 2013     | hợp lệ.                 | Creta sớm to Creta muộn    | Châu Âu                               | |
| Lonchognathosaurus   | Maisch Matzke Ge Sun                 | 2004     | hợp lệ.                 | Creta sớm                  | châu Á                                | |
| Longchengpterus      | L. Wang L. Li và cộng sự.            | 2006     | hợp lệ.                 | Creta sớm                  | châu Á                                | |
| Ludodactylus         | Frey Martill Buchy                   | 2003     | hợp lệ.                 | Creta sớm                  | Nam Mĩ                                | |
| Maaradactylus        | Bantim và cộng sựii                  | 2014     | hợp lệ                  | Creta sớm                  | Nam Mĩ                                | |
| Macrotrachelus       | Giebel                               | 1852     | đồng nghĩa thứ.         | N/A                        | N/A                                   | đồng nghĩa thứ của Pterodactylus. |
| Mesadactylus         | Jensen Padian                        | 1989     | hợp lệ.                 | Jura muộn                  | Bắc Mĩ                                | |
| Microtuban           | Elgin Frey                           | 2011     | hợp lệ.                 | Creta muộn                 | Châu Phi                              | |
| Moganopterus         | Lü và cộng sự.                       | 2012     | hợp lệ.                 | Creta sớm                  | châu Á                                | |
| Montanazhdarcho      | Padian Horner de Ricqlès             | 1993     | hợp lệ.                 | Creta muộn                 | Bắc Mĩ                                | |
| Muzquizopteryx       | Frey Buchy và cộng sự.               | 2006     | hợp lệ.                 | Creta muộn                 | Bắc Mĩ                                | |
| Mythunga             | Molnar Thulborn                      | 2008     | hợp lệ.                 | Creta sớm                  | Australia                             | |
| Navajodactylus       | Sullivan Fowler                      | 2011     | hợp lệ.                 | Creta muộn                 | Bắc Mĩ                                | |
| Nemicolopterus       | X. Wang Kellner và cộng sự.          | 2008     | hợp lệ.                 | Creta sớm                  | châu Á                                | |
| Nesodactylus         | Colbert                              | 1969     | hợp lệ.                 | Jura muộn                  | Cuba                                  | |
| Nesodon              | Jensen Ostrom                        | 1977     | Lapsus calami.          | N/A                        | N/A                                   | Misspelling of Nesodactylus, also preoccupied by a toxodont. |
| Ningchengopterus     | J. Lu                                | 2009     | hợp lệ.                 | Creta sớm                  | châu Á                                | |
| Noripterus           | Yang                                 | 1973     | hợp lệ.                 | Creta sớm                  | châu Á                                | |
| Normannognathus      | Buffetaut J.-J. Lepage G. Lepage     | 1998     | hợp lệ.                 | Jura muộn                  | Châu Âu                               | |
| Nurhachius           | Wang Kellner và cộng sự.             | 2003     | hợp lệ.                 | Creta sớm                  | châu Á                                | |
| Nyctodactylus        | Marsh                                | 1881     | đồng nghĩa thứ.         | N/A                        | N/A                                   | đồng nghĩa thứ của Nyctosaurus. |
| Nyctosaurus          | Marsh                                | 1876     | hợp lệ.                 | Creta muộn                 | Bắc Mĩ. Nam Mĩ.                       | |
| "Odontorhynchus"     | Stolley                              | 1936     | Tên tiền hữu.           | N/A                        | N/A                                   | Tên tiền hữu, but no replacement name has yet been coined. |
| "Oolithorhynchus"    | Whalley                              | 2000     | Nomen nudum.            |                            |                                       | Manuscript name about which almost nothing is known. |
| Ornithocephalus      | von Sömmering                        | 1812     | đồng nghĩa thứ.         | N/A                        | N/A                                   | đồng nghĩa thứ của Pterodactylus. |
| Ornithocheirus       | Seeley                               | 1869     | hợp lệ.                 | Jura muộn.                 | Châu Phi. Australia. Châu Âu. Nam Mĩ. | |
| Ornithodesmus        | Seeley                               | 1887     | Misidentification.      | N/A                        | N/A                                   | Misidentified deinonychosaur. |
| Ornithopterus        | Fitzinger                            | 1843     | đồng nghĩa thứ.         | N/A                        | N/A                                   | đồng nghĩa thứ của Rhamphorhynchus. |
| Ornithostoma         | Seeley                               | 1871     | hợp lệ.                 | Creta muộn                 | Châu Âu                               | |
| "Osteornis"          | Gervais                              | 1844     | Nomen nudum.            | N/A                        | N/A                                   | Nomen nudum, but appeared to be a đồng nghĩa thứ của Ornithocheirus anyway.                                                                                       |
| Pachyrhamphus        | Fitzinger                            | 1843     | Tên tiền hữu.           | N/A                        | N/A                                   | tên tiền hữu; hiện tại là Scaphognathus |
| Palaeocursornis      | Kessler Jurcsák                      | 1986     | hợp lệ.                 | Creta sớm                  | Châu Âu                               | Originally described under the name Limnornis as a bird; Limnornis was preoccupied, và the fossils were subsequently reinterpreted as pterosaurian.               |
| Palaeornis           | Mantell                              | 1844     | Tên tiền hữu.           | N/A                        | N/A                                   | tên tiền hữu. |
| Paranurognathus      | Peters                               | 2005     | đồng nghĩa thứ.         | N/A                        | N/A                                   | đồng nghĩa thứ của Anurognathus. |
| Parapsicephalus      | von Arthaber                         | 1919     | hợp lệ.                 | Jura sớm                   | Châu Âu                               | |
| Peteinosaurus        | Wild                                 | 1978     | hợp lệ.                 | Trias muộn                 | Châu Âu.                              | |
| "Phobetor"           | Bakhurina                            | 1986     | đồng nghĩa thứ.         | N/A                        | N/A                                   | đồng nghĩa thứ của Noripterus |
| Phosphatodraco       | Pereda-Suberbiola Bardet và cộng sự. | 2003     | hợp lệ.                 | Creta muộn                 | Châu Phi                              | |
| Piksi                | Varricchio                           | 2002     | hợp lệ.                 | Creta muộn                 | Bắc Mĩ                                | Originally described as a bird, subsequently reinterpreted as a pterosaur.                                                                                        |
| Plataleorhynchus     | Howse Milner                         | 1995     | hợp lệ.                 | Jura muộn tới Creta sớm    | Châu Âu                               | |
| Prejanopterus        | Vidarte Calvo                        | 2010     | hợp lệ.                 | Creta sớm                  | Châu Âu                               | |
| Preondactylus        | Wild                                 | 1983     | hợp lệ.                 | Trias muộn                 | Châu Âu                               | |
| "Pricesaurus"        | Bonaparte Sanchez                    | 1986     | Nomen nudum.            | Creta sớm                  | Nam Mĩ                                | |
| Procoelosaurus       | Atanassov                            | 2002     | Nomen ex dissertatione. |                            |                                       | |
| Ptenodactylus        | Seeley                               | 1869     | Tên tiền hữu            | N/A                        | N/A                                   | tên tiền hữu. |
| Ptenodracon          | Lydekker                             | 1888     | đồng nghĩa thứ          | N/A                        | N/A                                   | đồng nghĩa thứ của Aurorazhdarcho. |
| Pteranodon           | Marsh                                | 1876     | hợp lệ.                 | Creta muộn                 | Bắc Mĩ.                               | |
| Ptéro-dactyle        | Cuvier                               | 1809     |                         | N/A                        | N/A                                   | đổi tên Pterodactylus. |
| Pterodactylus        | Rafinesque                           | 1815     | hợp lệ.                 | Jura muộn.                 | Châu Phi. Châu Âu.                    | |
| Pterodaustro         | Bonaparte                            | 1970     | hợp lệ.                 | Creta sớm                  | Nam Mĩ.                               | |
| Pterofiltrus         | Jiang Wang                           | 2011     | hợp lệ.                 | Creta sớm                  | châu Á                                | |
| Pteromimus           | Atanassov                            | 2002     | Nomen ex dissertatione. |                            |                                       | |
| Pteromonodactylus    | Teryaev                              | 1967     | đồng nghĩa thứ.         | N/A                        | N/A                                   | đồng nghĩa thứ của Rhamphorhynchus. |
| Pterorhynchus        | Czerkas Q. Ji                        | 2002     | hợp lệ.                 | Jura muộn                  | châu Á                                | |
| Pterotherium         | Fischer von Waldheim                 | 1813     | đồng nghĩa thứ.         | N/A                        | N/A                                   | đồng nghĩa thứ của Pterodactylus. |
| Puntanipterus        | Bonaparte Sanchez                    | 1975     | hợp lệ.                 | Jura muộn to Creta sớm     | Nam Mĩ                                | |
| Qinglongopterus      | J. Lü Unwin và cộng sự.              | 2012     | hợp lệ.                 | Jura giữa                  | châu Á                                | |
| Quetzalcoatlus       | Lawson                               | 1975     | hợp lệ.                 | Creta muộn                 | Bắc Mĩ.                               | |
| Radiodactylus        | Andres Myers                         | 2013     | hợp lệ.                 | Creta sớm                  | Bắc Mĩ                                | |
| Raeticodactylus      | Stecher                              | 2008     | đồng nghĩa thứ          | N/A                        | N/A                                   | đồng nghĩa thứ của Caviramus |
| Rhabdopelix          | Cope                                 | 1870     | Misidentification.      | N/A                        | N/A                                   | At first it was thought to be a Triassic pterosaur, but is now known to be (at least in part) a kuehneosaurid.                                                    |
| Rhamphinion          | Padian                               | 1984     | hợp lệ.                 | Jura sớm                   | Bắc Mĩ                                | |
| Rhamphocephalus      | Seeley                               | 1880     | hợp lệ.                 | Jura giữa                  | Châu Âu                               | |
| Rhamphorhynchus      | von Meyer                            | 1846     | hợp lệ.                 | Jura muộn.                 | Châu Phi. Châu Âu.                    | |
| Santanadactylus      | de Buisonjé                          | 1980     | hợp lệ.                 | Creta sớm                  | Nam Mĩ                                | |
| Scaphognathus        | Wagner                               | 1861     | hợp lệ.                 | Jura muộn.                 | Châu Âu.                              | |
| Sericipterus         | Andres Clark X. Xing                 | 2010     | hợp lệ.                 | Jura muộn                  | châu Á                                | |
| Shenzhoupterus       | J. Lü Unwin và cộng sự.              | 2008     | hợp lệ.                 | Creta sớm                  | châu Á                                | |
| Sinopterus           | X. Wang Z. Zhou                      | 2003     | hợp lệ.                 | Creta sớm                  | châu Á                                | |
| Siroccopteryx        | Mader Kellner                        | 1999     | đồng nghĩa thứ.         | N/A                        | N/A                                   | đồng nghĩa thứ của Coloborhynchus. |
| Sordes               | Sharov                               | 1971     | hợp lệ.                 | Jura muộn.                 | châu Á.                               | |
| Sultanuvaisia        | Nesov                                | 1981     | Misidentification.      | Creta muộn                 | châu Á.                               | Actually a fish. |
| Tapejara             | Kellner                              | 1989     | hợp lệ.                 | Creta sớm                  | Nam Mĩ                                | |
| Tendaguripterus      | Unwin Heinrich                       | 1999     | hợp lệ.                 | Jura muộn                  | Châu Phi                              | |
| Thalassodromeus      | Kellner Campos                       | 2002     | hợp lệ.                 | Creta sớm                  | Nam Mĩ                                | |
| "Titanopteryx"       | Arambourg                            | 1959     | Tên tiền hữu.           | Creta muộn                 | châu Á                                | Tên tiền hữu by a simuliid blackfly. It was later đổi tên Arambourgiania.                                                                                         |
| Tribelesodon         | Bassani                              | 1886     | Misidentification.      | N/A                        | N/A                                   | At first it was thought to be a Triassic pterosaur but is now known to be a misinterpreted specimen of the prolacertiform Tanystropheus.                          |
| Tropeognathus        | Wellnhofer                           | 1987     | đồng nghĩa thứ.         | N/A                        | N/A                                   | đồng nghĩa thứ của Ornithocheirus. |
| Tupandactylus        | Kellner Campos                       | 2007     | hợp lệ.                 | Creta sớm                  | Nam Mĩ                                | |
| Tupuxuara            | Kellner Campos                       | 1988     | hợp lệ.                 | Creta muộn                 | Bắc Mĩ Nam Mĩ                         | |
| Uktenadactylus       | Rodrigues Kellner                    | 2008     | đang tranh cãi          | Creta sớm                  | Bắc Mĩ                                | |
| Unwindia             | Martill                              | 2011     | hợp lệ.                 | Creta muộn                 | Nam Mĩ                                | |
| Utahdactylus         | Czerkas Mickelson                    | 2002     | đang tranh cãi          | N/A                        | N/A                                   | Probably a non-pterosaurian reptile. |
| Vectidraco           | Naish Simpson Dyke                   | 2013     | hợp lệ.                 | Creta sớm                  | Châu Âu                               | |
| Volgadraco           | Averianov Arkhangelsky Pervushov     | 2008     | hợp lệ.                 | Creta muộn.                | châu Á.                               | |
| Wenupteryx           | Codorniú Gasparini                   | 2013     | hợp lệ.                 | Jura muộn                  | Nam Mĩ                                | |
| Wukongopterus        | X. Wang Kellner và cộng sự.          | 2009     | hợp lệ.                 | Jura giữa                  | châu Á                                | |
| "Wyomingopteryx"     | Bakker                               | 1994     | Nomen nudum.            |                            |                                       | Nomen nudum. |
| Yixianopterus        | J. Lü S. Ji và cộng sự.              | 2006     | hợp lệ.                 | Creta sớm                  | châu Á                                | Appears to be valid, but little is known |
| Zhejiangopterus      | Z. Cai F. Wei                        | 1994     | hợp lệ.                 | Creta muộn                 | châu Á                                | |
| Zhenyuanopterus      | J. Lü                                | 2010     | hợp lệ.                 | Creta sớm                  | châu Á                                | |

|  |
|  |
|  |
|  |
|  |
|  |
|  |
|  |
|  |
|  |
|  |
|  |
|  |
|  |
|  |
|  |
|  |
|  |
|  |
|  |
|  |
|  |
|  |
|  |
|  |
|  |
|  |
|  |
|  |
|  |
|  |
|  |
|  |
|  |
|  |
|  |
|  |
|  |
|  |
|  |
|  |
|  |
|  |

### Ichnogenera
| \| Chi \| Người đặt tên \| Năm \| Tình trạng \| Kỷ \| Vị trí \| Ghi chú \| \| ----------------- \| --------------------- \| ---- \| ------------------ \| --------------- \| -------------------------- \| ---------------------------------------------------------------------------------------------------------------------------------------------- \| \| Agadirichnus \| Ambroggi Lapparent \| 1954 \| hợp lệ. \| Creta muộn \| Châu Phi \| \| \| Haenamichnus[166] \| Hwang Huh và cộng sự. \| 2002 \| hợp lệ. \| Creta muộn[166] \| châu Á.[166] \| More than 5 times as large as Pteraichnus, these tracks were probably made by azhdarchids.[166] \| \| Kouphichnium \| Nopcsa \| 1923 \| Misidentification. \| N/A \| N/A \| The trackmaker was probably a limulid. \| \| Pteraichnus \| Stokes \| 1957 \| đang tranh cãi \| Jura muộn \| châu Á[167] Châu Âu Bắc Mĩ \| Possible đồng nghĩa thứ của Agadirichnus. Some tracks attributed to Pteraichnus have been considered crocodilian in origin by some scientists. \| \| Purbeckopus \| Delair \| 1963 \| Nomen dubium. \| Creta muộn \| Châu Âu. \| \| |                       | {\| border="0" style= height:"100%" align="right" style="background:transparent;" |                    |            |                       | |
| |                       |                                                                                   |                    |            |                       | |
| |                       |                                                                                   |                    |            |                       | |
| Chi | Người đặt tên         | Năm                                                                               | Tình trạng         | Kỷ         | Vị trí                | Ghi chú |
| Agadirichnus | Ambroggi Lapparent    | 1954                                                                              | hợp lệ.            | Creta muộn | Châu Phi              | |
| Haenamichnus | Hwang Huh và cộng sự. | 2002                                                                              | hợp lệ.            | Creta muộn | châu Á.               | More than 5 times as large as Pteraichnus, these tracks were probably made by azhdarchids.                                                     |
| Kouphichnium | Nopcsa                | 1923                                                                              | Misidentification. | N/A        | N/A                   | The trackmaker was probably a limulid. |
| Pteraichnus | Stokes                | 1957                                                                              | đang tranh cãi     | Jura muộn  | châu Á Châu Âu Bắc Mĩ | Possible đồng nghĩa thứ của Agadirichnus. Some tracks attributed to Pteraichnus have been considered crocodilian in origin by some scientists. |
| Purbeckopus | Delair                | 1963                                                                              | Nomen dubium.      | Creta muộn | Châu Âu.              | |

|-
|}

### Oogenera
Although pterosaur eggs are known, some with complete embryos, no oogenera have been erected to house them. The holotype of the oospecies Oolithes sphaericus was briefly considered by Harry Govier Seeley to be pterosaurian in origin, although this attribution was dismissed before the formal erection of that oogenus.